# Semana Santa en Andalucía

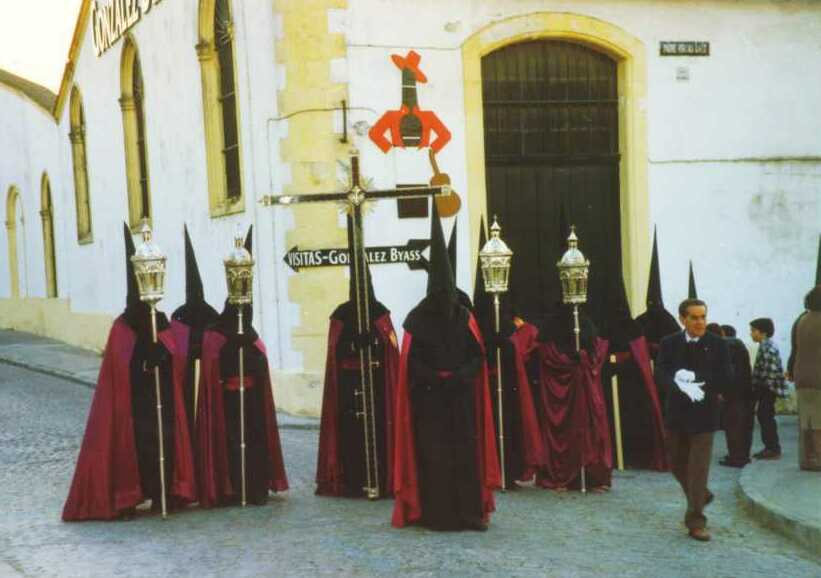
Nazarenos en Jerez de la Frontera.

La Semana Santa en Andalucía es la conmemoración anual cristiana de la Pasión, Muerte y Resurrección de Jesús de Nazaret y una de las expresiones más genuinas del sentir cristiano andaluz. Supone un fenómeno de carácter sociocultural, turístico y económico de gran importancia en la comunidad, de gran arraigo entre sus habitantes, quienes participan masivamente en ella, dando lugar a los más diversos enfoques, desde la más estricta ortodoxia, hasta una visión meramente cultural. La Semana Santa de Andalucía debe entenderse a través de sus Diócesis y no partiendo de la división provincial de la comunidad autónoma, pues la historia y la idiosincrasia de cada una de ellas las hace muy diferentes dependiendo de la Diócesis a la que pertenezca, teniendo normas diferentes emanadas por cada uno de los obispos de cada Diócesis. En Andalucía existen 10 Diócesis que son la Archidiócesis de Sevilla, Diócesis de Asidonia-Jerez, Diócesis de Cádiz-Ceuta, Diócesis de Huelva, Diócesis de Córdoba, Archidiócesis de Granada, Diócesis de Guadix, Diócesis de Málaga, Diócesis de Jaén y Diócesis de Almería.  
A través de las procesiones que se realizan en centenares de pueblos y ciudades, organizadas por las cofradías,  se sacan a la calle pasos con imágenes o grupos escultóricos, en ocasiones de gran valor histórico-artístico, representando escenas de la Pasión, Muerte y Resurrección. Estas van acompañadas de un importante cortejo de penitentes o nazarenos, vistiendo el hábito de la cofradía, portando cirios o cruces, además de faroles, estandartes, así como mujeres de mantilla y acompañamiento musical.
Están catalogadas la Semana Santa de Sevilla (1980), Málaga (1980) y Granada (2009), de interés turístico internacional, y de interés turístico nacional son la Semana Santa de Jerez de la Frontera (1993), Cabra (1989), Río Gordo (1997), Baena (2001), Almería (2017), Cádiz (2022) y recientemente Córdoba (2023). En otro Rango están las declaradas sólo de Interés Turístico por la Secretaría de Estado del Gobierno de España, que encuadra a la Semana Santa de Arcos de la Frontera (1980), Puente Genil (1980), Baeza (1980), Úbeda (1980), Jaén (1981) y Huércal-Overa (1983). En el siguiente nivel viene el turno de las declaradas de interés turístico nacional por la Junta de Andalucía que son, Huelva, Carmona, Écija, Ayamonte, Antequera, Castro del Río, Marchena, Utrera, Lucena y otras decenas de municipios andaluces. Además, en 2006 el gobierno andaluz declaró de forma general a la Semana Santa de Andalucía como fiesta de Interés Turístico de Andalucía por sus características singulares y culturales propias y su importancia turística.

## Provincia de Almería

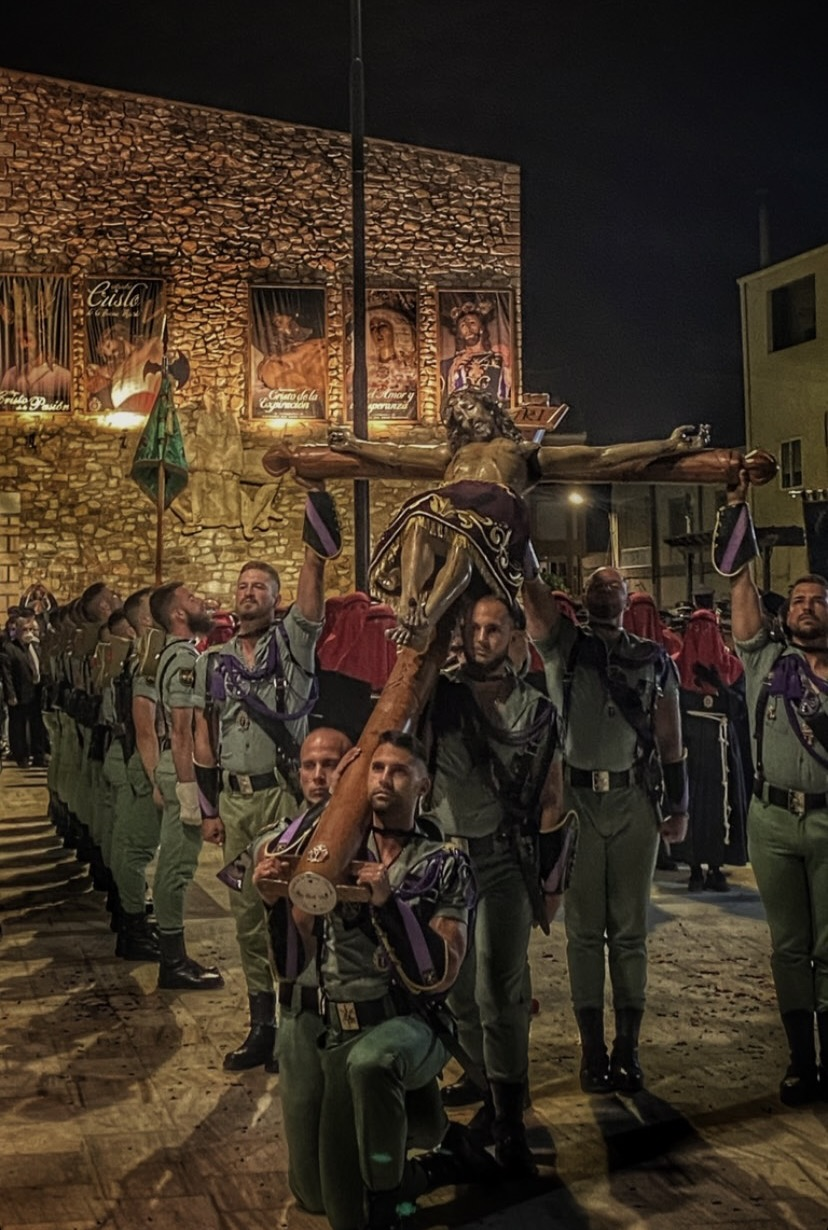
Cristo de la Buena Muerte de Olula del Río

La Semana Santa de Almería fue declarada de Interés Turístico Nacional el 8 de enero de 2019, previamente desde 2003 ostentaba el título de Interés Turístico Nacional de Andalucía, título de menor rango que otorga la Junta de Andalucía. En época de Semana Santa la población almeriense tiene cita pendiente al igual que las demás provincias. En Almería capital procesionan 22 hermandades, es muy destacable la Hermandad Juvenil del Santo Cristo del Perdón sobre todo cuando realiza el viacrucis en carrera oficial con las farolas apagadas, Y también el encuentro del Jueves Santo en la plaza circular de Almería. Luego en la provincia también destacan la Semana Santa de Berja con nueve cofradías, Huércal-Overa (declarada de Interés Turístico en 1983 por el gobierno de España) con cuatro cofradías, Vélez-Rubio también con cuatro, Cuevas de Almanzora y, aunque no sea de interés turístico nacional, la Semana Santa de Sorbas destaca con cinco cofradías. También en la provincia, toma popularidad la Semana Santa de Olula del Río, con cinco cofradías, destacando el Lunes Santo la hermandad de la Pasión, el Martes Santo, la Hermandad de los Estudiantes, realizando el encuentro de su trono de misterio con la Verónica, y la madrugada del Jueves al Viernes Santo, con la cofradía del Cristo de la Buena Muerte sacando al crucificado a hombros y con acompañamiento de caballeros legionarios. En Macael destaca su procesión del Resucitado, donde la Virgen corre por sus calles en busca de Jesús Resucitado. 

## Provincia de Cádiz

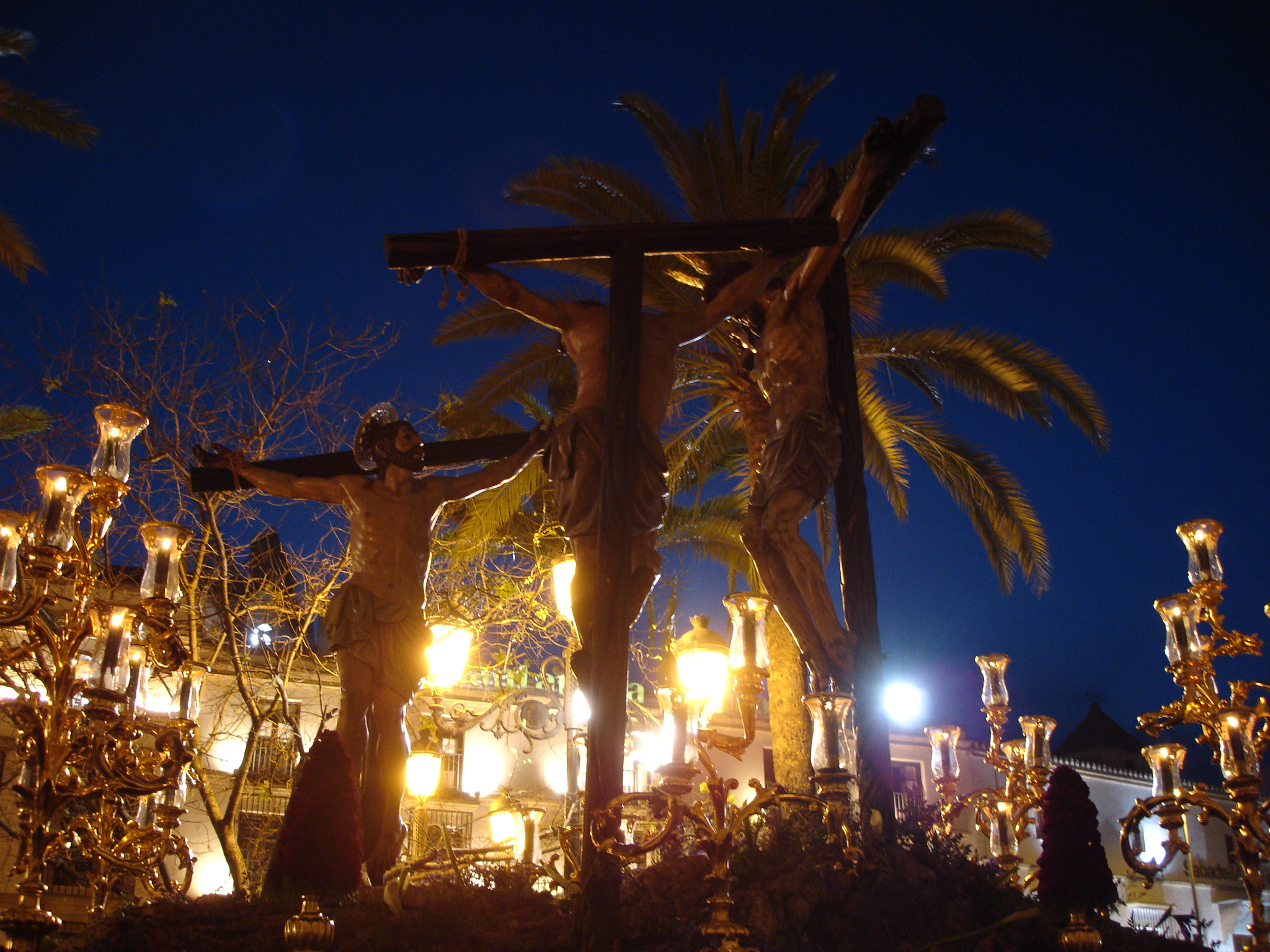
Vera-Cruz de Jerez.

### Semana Santa de Jerez
Destaca la Semana Santa de Jerez de la Frontera, por ser una de las más importantes de Andalucía en lo que a número de hermandades, calidad en sus tallas y enseres, y conjuntos iconográficos se refiere. Es la segunda con mayor número de hermandades tras Sevilla. La Semana Santa de Jerez fue declarada de Interés Turístico Nacional en 1993. Las 46 hermandades de penitencia que posee llenan de contenido una semana, que va del Sábado de Pasión al Domingo de Resurrección, en la que de nuevo cobran vigencia las raíces históricas de esta particular celebración. Cuenta cada año con rincones especialmente dedicados a la saeta que cataliza el enorme acervo cultural que subyace de esta genuina forma de entender este arte, con estilos que van desde la “seguiriya” hasta el “martinete”, pasando por la “soleá” o la “carcelera”. En definitiva, una Semana Santa con marchamo propio, que une además a estos referentes, una imaginería de enorme calidad, e igualmente, una magnífica colección de enseres, algunos de los cuales pertenecieron a la primera escuela procesional sevillana, que tuvieron su destino final en Jerez. Esto permite disfrutar cada año de pasos de misterio cargados de indudable sabor, que aún conservan el aura con el que se concibieron, e igualmente, pasos de palio que heredan de la historia el diseño, la orfebrería y el bordado de los grandes maestros. Todos los días de Semana Santa son de máximo interés pero destaca una arraigada jornada de madrugada del Viernes Santo, que en Jerez tiene nombre propio, llamándose la Noche de Jesús. Cabe destacar que Jerez de la Frontera posee Diócesis propia, independiente a la de Cádiz-Ceuta, por lo que aún perteneciendo a la provincia de Cádiz, hay que estudiarla individualmente como otra Diócesis más que es, la cual alberga a su vez a un amplio número de municipios con celebraciones de la Semana Santa de un altísimo valor, como pueden ser la de la propia sede episcopal, Jerez de la Frontera, así como las de Sanlúcar de Barrameda, Arcos de la Frontera, Setenil de las Bodegas o El Puerto de Santamaría, entre otras localidades de amplio fervor pasional que integran la Diócesis de Asidonia Jerez.

### Semana Santa de Cádiz

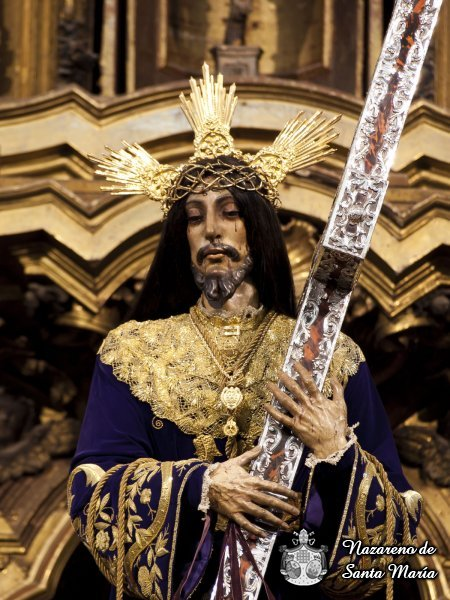
El Nazareno de Cádiz.

La de Cádiz capital, tiene un patrimonio artístico dentro del cual destacan tallas de escultores como Miguel Láinez Capote o Jacinto Pimentel. así como la imaginería genovesa. Las 31 Cofradías de la ciudad, discurren entre las bellas calles del casco histórico, cuyo estilo dieciochesco le da un aire romántico muy especial. El estilo de carga, único y elegante, es a hombros, pero a diferencia de otras localidades, por dentro del paso. Los Cargadores, (como así se llaman en la ciudad y no "costaleros"), van acompañados por el característico sonido de las horquillas que portan los denominados "maniguetas" (hermanos cofrades que también cargan con el peso del paso pero que van por la parte exterior en número variable de 4 a 8. La Semana Santa de Cádiz ha sido declarada en 2022 de Interés Turístico Nacional.

### Semana Santa de San Fernando

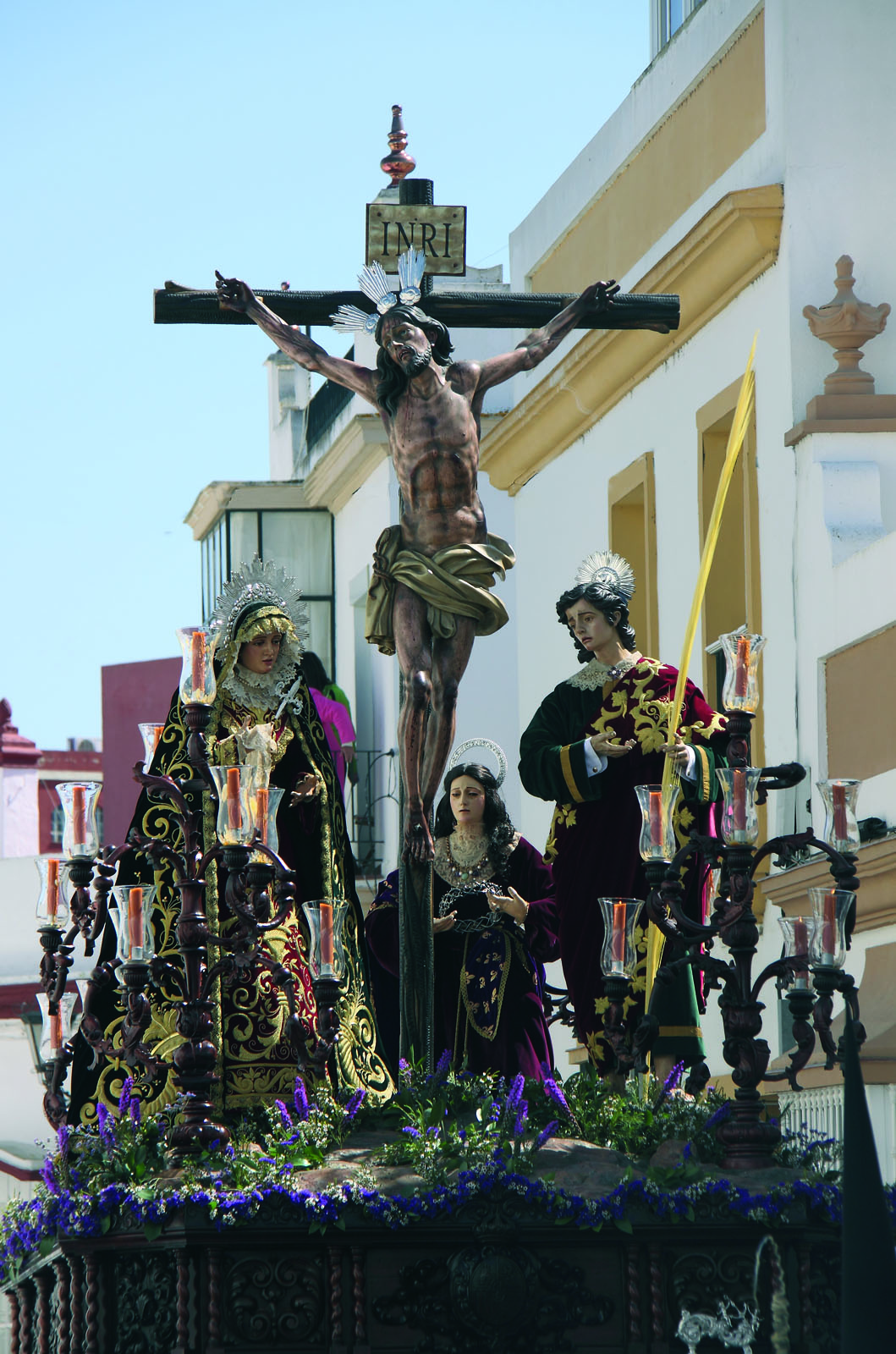
La Expiración de San Fernando en la procesión magna 2010.

La Semana Santa de San Fernando (perteneciente a la Diócesis de Cádiz-Ceuta) es también de un gran patrimonio. Declarada de Interés turístico nacional de Andalucía en el año 2003. En San Fernando cabe destacar el amplio número de hermandades, que actualmente es de 22, que procesionan entre el Domingo de Ramos y el Domingo de Resurrección. También cabe reseñar el estilo de carga en La Isla. Los cargadores van con su “almohá”, que amarran a su palo correspondiente. En San Fernando salen de 3 a 4 hermandades diarias, y 1 en la Madrugá, la cual es la hermandad más venerada y con más devotos; la de Nuestro Padre Jesús Nazareno y María Santísima de los Dolores. Destacan también los imponentes misterios de Ecce Homo, Prendimiento y Vera Cruz.

### Semana Santa de Sanlúcar de Barrameda

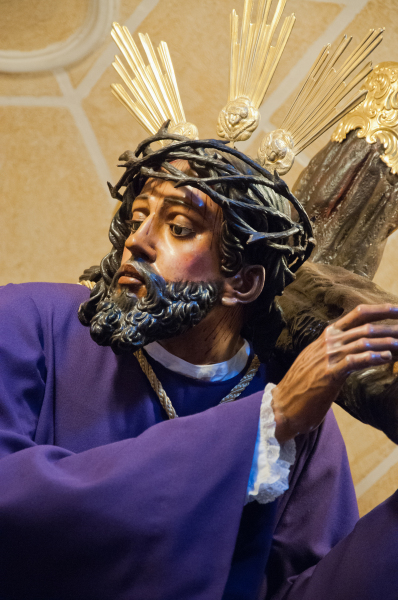
El Nazareno de Sanlúcar de Barrameda.

También tiene especial importancia en la provincia la Semana Santa de Sanlúcar de Barrameda (perteneciente a la Diócesis de Asidonia Jerez) con 17 hermandades y 4 agrupaciones. Las hermandades sanluqueñas se pasean entre el Barrio Bajo, en la parte baja de la ciudad y el Barrio Alto, en la parte alta. Para ello, deben caminar por cuestas largas y empinadas entre estos dos barrios, por calles estrechas y plazas recoletas, desde sus hermosas y antiquísimas iglesias y parroquias. Tienen dos elementos característicos que nadie más posee, el 'Cincho' (Forma de llevar el paso con correas de cuero) y la 'Chasca' (Instrumento de madera semejante a una castañuela que se usa para reiniciar o parar el andar de los nazarenos). Llama la atención la subida de la Hermandad de la Borriquita el Domingo de Ramos por la Cuesta de Belén sin parar hasta que llegan arriba.

### Semana Santa de Arcos de la Frontera
En Arcos de la Frontera se conmemora una Semana Santa declarada de  Interés Turístico en 1980 por el gobierno de España, si bien con el tercer rango que otorgaba la orden ministerial de 1979. Hoy por hoy también ostenta el título de Interés Turístico Nacional de Andalucía que otorga la Junta de Andalucía. Arcos de la Frontera pertenece a la Diócesis de Asidonia Jerez y en su Semana Santa destacan sus imágenes y su patrimonio cofrade que la convierten en una de las más especiales en la Provincia de Cádiz. Esta celebración religiosa ha estado ligada a la localidad por más de cuatro siglos de existencia. La tradición cofradiera de Arcos de la Frontera llevó a la realización de un monumento en piedra y forja con tres nazarenos portando la cruz de guía, con una peana circular en donde están grabadas las insignias de las hermandades que participan en la Semana Santa de Arcos de la Frontera.

### Otras Semana Santa destacadas
En la provincia de Cádiz, y pertenecientes tanto a la Diócesis de Asidonia Jerez como a la de Cádiz-Ceuta, están declaradas también como de Interés Turístico las Semanas Santas de las siguientes localidades: La Línea de la Concepción, Alcalá del Valle, Arcos de la Frontera, Olvera, Espera, Setenil de las Bodegas, San Roque y Chiclana de la Frontera.

## Provincia de Córdoba
En lo que respecta a la provincia de Córdoba, cabe destacar que sus pueblos mantienen un fuerte arraigo por esta tradición, teniendo varias localidades la catalogación de Semana Santa de Interés Turístico Nacional.  Destacan la Semana Santa de Cabra, declarada de interés turístico nacional en 1989, la Semana Santa de Baena en 2001 y recientemente en 2024 ha obtenido este mismo título la Semana Santa de Córdoba capital. La Semana Santa de Puente Genil también ostenta desde 1980 el título de Interés Turístico por el gobierno de España, si bien con el tercer rango que otorgaba la orden ministerial de 1979. De igual manera son muy interesantes la Semana Santa de la localidad de Lucena (con la  Santería), Castro del Río (Saeta antigua), Aguilar de la Frontera, Priego de Córdoba, Montoro, Montilla, Rute, La Rambla, etc, todas ellas de Interés Turístico Nacional de Andalucía, título de menor rango otorgado a nivel autonómico por la Junta de Andalucía. 
En Córdoba capital procesionan 38 hermandades, más algunas que al ser jóvenes son denominadas Pro-Hermandades y sólo lo hacen por sus barrios. Recientemente, en junio de 2023 ha sido declarada de Interés Turístico Nacional, previamente desde 1998 ostentaba el título de Interés Turístico Nacional de Andalucía, título de menor rango que otorga la Junta de Andalucía. En la provincia también fueron declaradas de Interés Turístico Nacional por el gobierno de España, la Semana Santa de Cabra (1989) y la de Baena (2001). 
Desde el año 2017 la Semana Santa de la capital cuenta con una Carrera oficial única, en la que todas las hermandades realizan Estación de Penitencia hasta la S.I.C, comenzando la Carrera Oficial en la Plaza del Triunfo (Puerta del puente) y finalizando en la Puerta de Santa Catalina de la Mezquita-Catedral.  
El primer día que en Córdoba hay procesiones es el penúltimo sábado de cuaresma con la Pro-hermandad de la Bondad y recorre las calles de su barrio. La siguiente procesión tiene lugar el Miércoles de Pasión con la Pro-Hermandad de la Quinta Angustia que recorre las calles cercanas al Templo al que pertenece. El día siguiente procesiona la Pro-Hermandad de la Salud de Puerta Nueva, que como las anteriores, recorre las calles de su barrio.   
El Viernes de Dolores procesiona la Fraternidad del Santísimo Cristo de la Providencia  y realiza un viacrucis a la Mezquita-Catedral acompañado de la Banda de la Esperanza de Córdoba.  
Diferentes Hermandades realizan viacrucis y traslados en diferentes puntos de la ciudad. Cargado de historia y tradición, ese mismo día miles de cordobeses visitan a la Virgen de los Dolores “la Señora de Córdoba” (Imagen con más devoción de la ciudad) formándose interminables colas de devotos y cordobeses durante todo el día. El sábado, procesionan en sus barrios las Pro-Hermandades del Traslado al Sepulcro (las margaritas ), Pro-Hermandad de la O (del barrio de Fátima), Hermandad del Figueroa. El Viernes Santo procesiona la Hermandad de los Dolores de Alcolea por las calles de su barrio.  
El Domingo de Ramos procesionan un total de 6 Hermandades. Por la mañana lo hace La Borriquita y por la tarde las Hermandades de Las Penas de Santiago, El Rescatado, La Esperanza, El Amor y el Huerto. Las dos últimas, son las únicas Hermandades de la ciudad que tienen 3 pasos cada una.   
El Lunes Santo procesionan 6 Hermandades, que son: Hermandad de La Estrella , La Merced , La Vera-Cruz, La Sentencia, El Remedio de Ánimas y el Viacrucis.   
El Martes Santo procesionan otras 6 Hermandades, que son: La Agonía, La Universitaria, La Sangre, La Santa Faz, El Buen Suceso y El Prendimiento.   
El Miércoles Santo procesionan de nuevo 6 Hermandades: El Perdón, El Calvario, La Paz, La Misericordia, La Pasión y La Piedad.  
El Jueves Santo procesionan una vez más 6 Hermandades: El Nazareno, La Caridad, El Caído, La Sagrada Cena, Las Angustias y El Esparraguero, desfilando estas dos últimas hasta altas horas de la madrugada.   
En la Madrugada cordobesa procesiona la Hermandad La Buena Muerte, que sale a las 0:00 y se recoge a las 5 y media.   
El Viernes Santo por la mañana la Hermandad de la Caridad realiza un vía crucis hasta la Mezquita-Catedral. En la tarde del Viernes Santo procesionan 6 Hermandades, que son: Los Estudiantes, los Dolores, La Electromecánicas, La Soledad, El Descendimiento y El Santo Sepulcro.  
El Domingo de Resurrección procesiona por Córdoba poniendo el broche final la Hermandad del Resucitado (Hermandad más antigua de la ciudad).   
Durante toda una semana procesionan desde sus templos verdaderas joyas de la imaginería, como el grupo escultórico de Nuestra Señora de las Angustias Coronada, obra del cordobés Juan de Mesa y Velasco, Nuestro Padre Jesús Nazareno Rescatado (Fernando Díaz de Pacheco, 1713) Nuestra Señora de los Dolores Coronada (Juan Prieto ,1719), etc.  

## Provincia de Granada

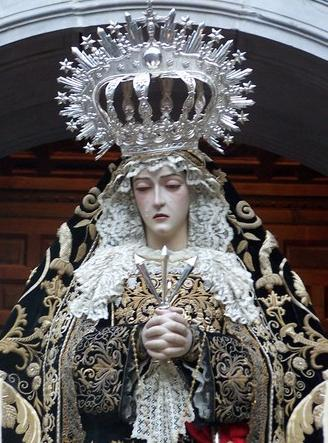
Virgen de la Soledad, Granada

Granada, como el resto de provincias andaluzas, tiene una cita obligada con la Semana Mayor cristiana. En Granada lo más destacable es su bello paisaje, con la Alhambra de fondo, las calles del Albaicín, tan estrechas o las típicas estampas en las calles del centro de la ciudad, lo que le da un toque irrepetible. Con obras del siglo XIV al XVI, destacando autores como José de Mora. Cuenta con algunas Hermandades de gran interés turístico y artístico como la Cofradía del Silencio, la Cofradía del Rescate, la Cofradía de los Escolapios, cuya virgen peregrinó a Roma, la Hermandad de los Gitanos o Hermandad de Santa María de la Alhambra que fue coronada canónicamente en mayo del año 2000, convirtiéndose así, en la primera dolorosa de la Semana Santa de Granada coronada. Posteriormente fueron coronadas la Virgen de la Misericordia del barrio del Realejo en 2007 y María Santísima de la Aurora del Albaicín en 2011 y María Santísima de la Amargura, en 2015. La próxima dolorosa granadina coronada será la de la Esperanza, imagen que es obra de José de Risueño y que fue "creada" en 1718, será coronada el 13 de octubre de 2018. Granada tiene 32 cofradías. En octubre de 2009 se declaró la Semana Santa granadina de Interés Turístico Internacional.
Así, pues, en toda la provincia podemos destacar la Semana Santa de Guadix (ciudad que también es sede episcopal de la Diócesis de su propio nombre) y Loja, con sus pintorescos y peculiares incensarios; así como la de Almuñécar, donde es especialmente peculiar el auto sacramental denominado "El Paso", donde algunas de las imágenes de su Semana Santa representan la pasión de Cristo mediante articulaciones móviles.

## Provincia de Huelva
La Semana Santa en Huelva está declarada de Interés Turístico Nacional de Andalucía, desde 2003 por la Junta de Andalucía. El Viernes de Dolores y el Sábado de Pasión son los días previos al Domingo de Ramos, ya se pueden contemplar algunas Hermandades por las calles A partir del Domingo de Ramos se nota la increíble multitud de gente que hay en las calles. A partir de ahora Huelva vive por y para la Semana Santa igual que las demás ciudades. Las primeras referencias de la celebración de la Pasión de Cristo en la ciudad, son del siglo XIV, cuando se fundaron hermandades como "Pasión", "Santo Entierro" o "Vera+Cruz". Tras la guerra civil, se destruyeron la mayoría de las imágenes originales, pero pronto fueron sustituidas o restauradas, gracias a la fuerte devoción del evento en la ciudad. La mayor parte de las imágenes que encontramos actualmente en la provincia, son obra de Antonio León Ortega, considerado uno de los mejores escultores españoles del siglo XX y creador de un estilo propio de la imaginería andaluza. 
También hay que destacar la Semana Santa en Ayamonte, declarada también Fiesta de Interés Turístico Nacional de Andalucía en 1999 por la propia Junta de Andalucía y siendo esta una de las más antiguas de la provincia de Huelva, así como de las más singulares de España. Los días previos al Domingo de Ramos tienen lugar multitud de cultos y acontecimientos religiosos, pero es a partir de este día cuando las calles de Ayamonte se llenan de público para contemplar sus procesiones. La Semana Santa ayamontina posee un total de 10 hermandades, siendo el Sábado Santo el único día que no desfila ninguna. Al igual que en la capital onubense, la mayoría de las imágenes son obra del imaginero ayamontino Antonio León Ortega.
También cabe destacar la Semana Santa en Isla Cristina, Moguer, Aracena y Lepe.

## Provincia de Jaén

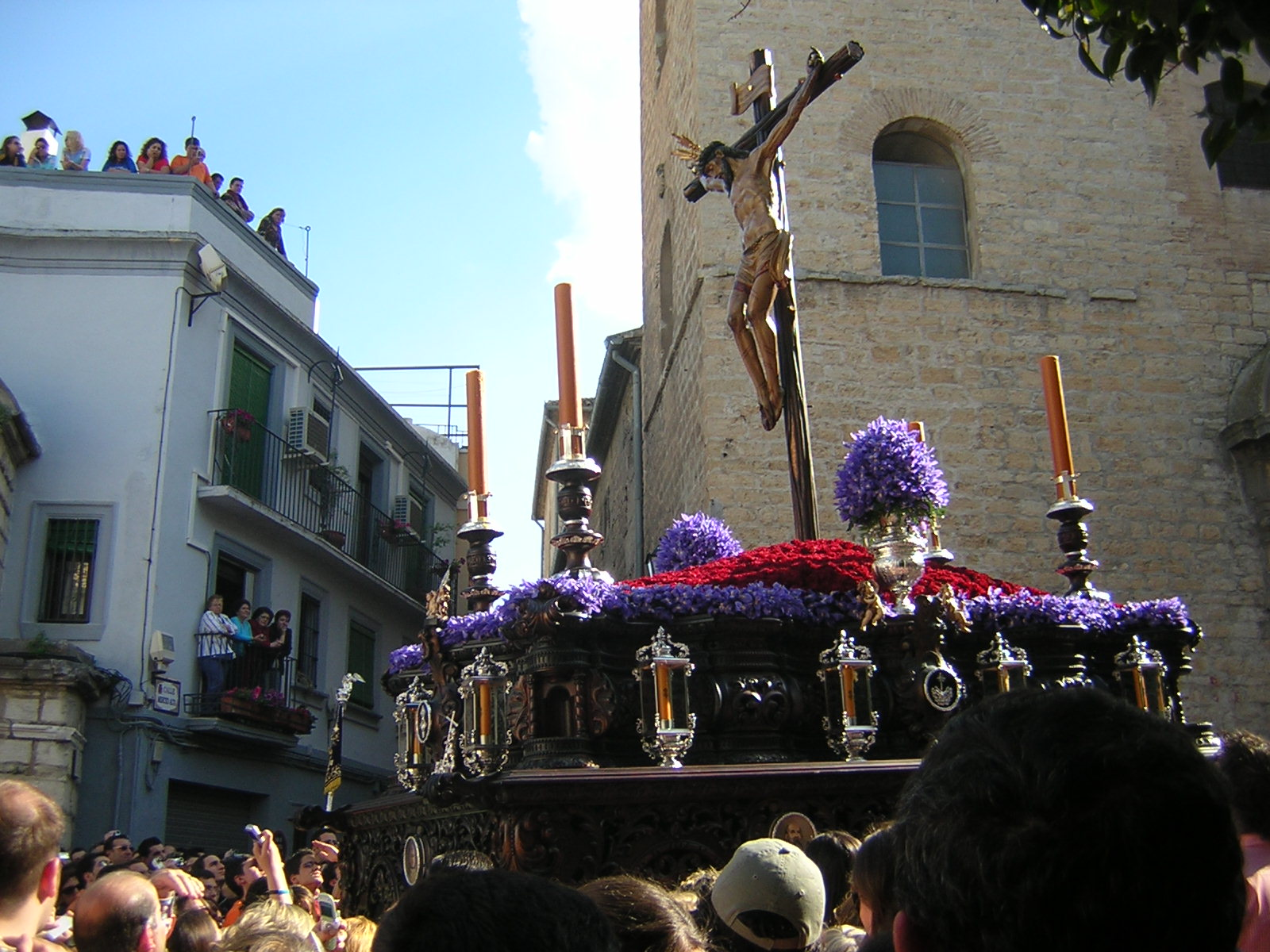
Cristo de las Misericordias (Estudiantes) en la jiennense Plaza de la Merced tras salir de su templo.

La Semana Santa de la ciudad de Jaén es una de las más bellas de España, declarada de Interés Turístico (desde 1981) y de Interés Turístico Nacional de Andalucía (desde 1997). Cuenta con procesiones tan reconocidas como la de Nuestro Padre Jesús Nazareno (más conocida como El Abuelo); la procesión jaenera con más devoción concentrando a más de 10.000 personas en su caminar procesional durante la "madrugá".
La Semana Santa de Jódar, 
Se remonta al siglo XVI, es una de las celebraciones con más arraigo y prestigio de la ciudad, en la cual se conmemora la Pasión, Muerte y Resurrección de Jesucristo. Considerada como una de las más importantes y populares de la provincia de Jaén, dada la devoción, tradición y costumbres gastronómicas. Así como el carácter sociocultural, económico y turístico, durante estas fechas. 
La Semana Santa de Úbeda es una de las más populares de Andalucía. Está declarada de Interés Turístico (desde 1980) y de Interés Turístico Nacional de Andalucía (desde 1997). Los rasgos que caracterizan la Semana Santa ubetense son, entre otros, el respeto, salvo alguna excepción, al orden cronológico de la Pasión, Muerte y Resurrección de Cristo que las cofradías mantienen en sus estaciones de penitencia; la Procesión General en la noche del Viernes Santo; la banda de romanos de "La Humildad", considerada como la banda de romanos más espectacular de España; y los dulces típicos como el Hornazo y los Puritos Americanos.
La Semana Santa de Baeza (Fiesta de Interés Turístico desde 1980 y de Interés Turítico Nacional de Andalucía desde 1997) es la realidad actual que mejor refleja la importancia de la ciudad en los ss. XV, XVI y XVII (cuando se originaron la mayoría de sus hermandades), lo que ha producido en la actualidad la tasa de corporaciones semanasanteras probablemente más elevada en una ciudad española: veintidós para una localidad de dieciséis mil habitantes. Esa misma importancia histórica de la ciudad hace que la Semana Santa baezana destaque por el marco urbano en el que acontece (ciudad patrimonio mundial) y por el valor histórico-artístico de las imágenes realizadas en los ss. XVI y XVII: La Misericordia, La Humildad, El Paso, y sobre todo La Expiración y La Caída.
La Villacarrillo cuenta con  gran tradición, que se presenta en la antigüedad de sus cofradías (la mayoría de ellas datadas en el siglo XVI).Destaca también la imaginería a destacar las imágenes de Jesús Caído (Navas Parejo, 1941), Nuestra Señora de los Dolores (Blanco Pajares, 1941) o Jesús Yacente (Casanova Pinter, 1940), el patrimonio material, como la túnica dieciochesca de Jesús Nazareno o la cruz de Plata del Santísimo Cristo de la Vera-Cruz (s. XVIII) y el musical con obras de compositores como Francisco Herrera Cano y Manuel A. Herrera Moya, especialmente reseñables son los denominados "Cantos de pasión", rama del canto gregoriano, que tienen su origen en los cantos propios de los oficios que se interpretaban en el desaparecido convento de la Veracruz en el siglo XVI, y que hoy en día se escuchan en la madrugada del Viernes Santo.
Otra Semana Santa importante de la provincia es la de Huelma. La mayoría de sus cofradías, algunas datadas del siglo XVI, desaparecieron durante la Guerra Civil, así como sus imágenes y enseres, a excepción de la cofradía de Nuestra Señora de los Dolores en su Soledad, que mantiene su actividad desde al menos el siglo XVII. Ya entrada la mitad del sigle XX, sus cofradías se reorganizaron o refundaron, siendo la primera la cofradía de Nuestro Padre Jesús Nazareno. Actualmente, cuenta con un rico patrimonio tanto material como en imaginería, con autores como Luis Álvarez Duarte, Sánchez Mesa o Francisco Romero Zafra. Tiene además gran tradición musical, con varias formaciones formadas a lo largo del siglo XX, quedando tres bandas locales en la actualidad. Su punto álgido son la noche del Jueves Santo y en especial la madrugá del Viernes Santo, cuando sale la cofradía de Nuestro Padre Jesús Nazareno y María Santísima de la Amargura, cofradía con más devoción y que cuenta con más de 1000 hermanos en sus filas.
También destacan la Semana Santa de Alcalá la Real, Martos y Torredonjimeno, en este pueblo destaca la famosa procesión de las corrías y también la del jueves santo por la noche en la que procesionan entre otros los pasos del Santísimo Ecce-Homo y la Virgen de la Amargura, estas tres últimas declaradas de Interés Turístico Nacional de Andalucía respectivamente en 1999, 2002 y 2004); sin olvidar las de Bailén, Santisteban del Puerto, La Carolina, Andújar, Beas de Segura,Villanueva de la Reina  y Pozo Alcón.

## Provincia de Málaga

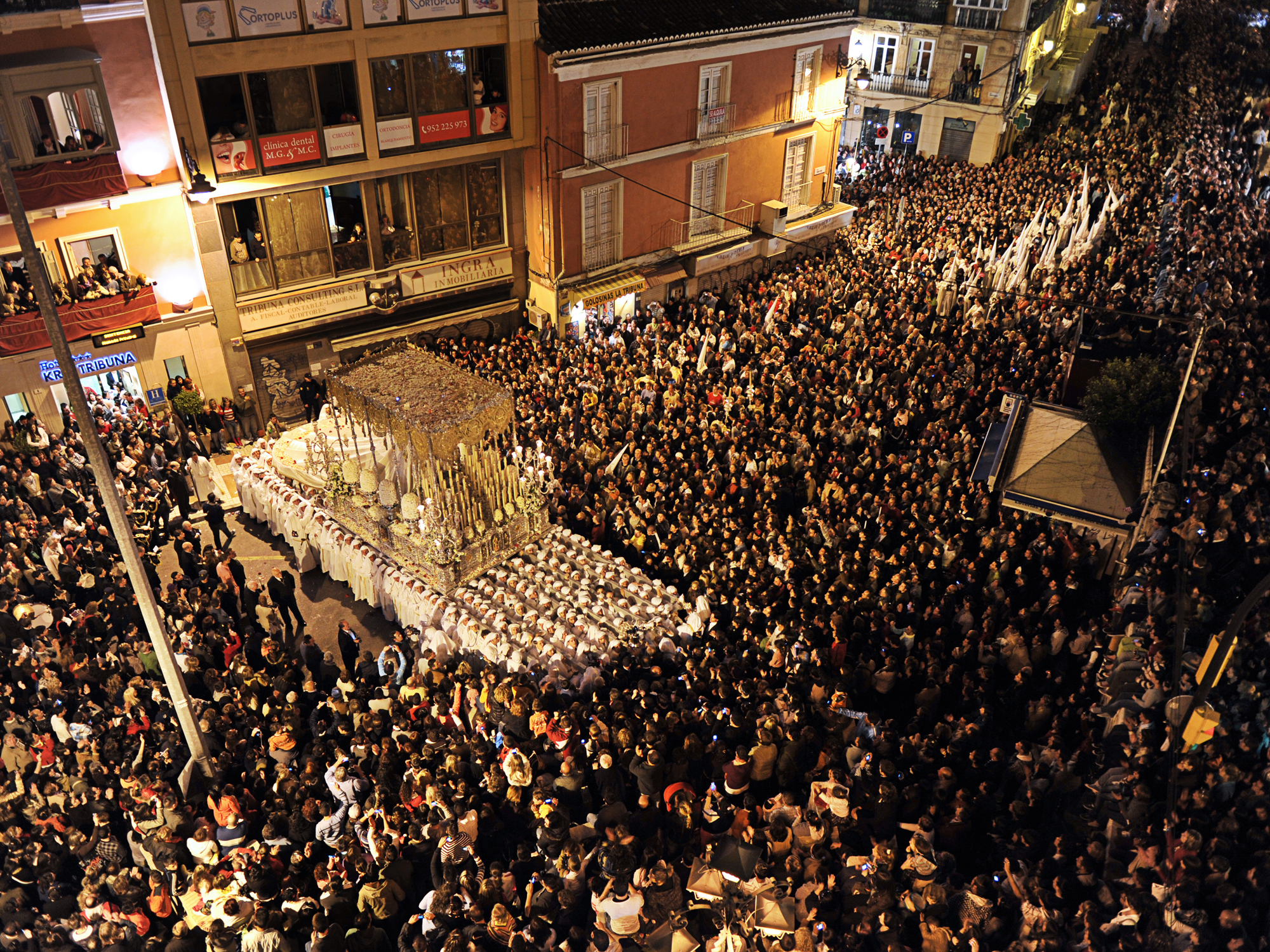
La Virgen del Rocío en la Tribuna de los Pobres. Un enclave muy popular de la Semana Santa de Málaga.

Declarada de Interés Turístico Internacional en enero de 1965, la Semana Santa de Málaga es un gran evento de carácter religioso, social y cultural. Empieza el Domingo de Ramos y finaliza el Domingo de Resurrección, procesionando cada día imágenes representando la Pasión de Cristo, excepto el Sábado Santo. En la ciudad existen en la actualidad 41 cofradías de pasión en el seno de la  Agrupación de Cofradías de Málaga, que son las que realizan su procesión por el denominado recorrido oficial.
Cofradías de todas las características convergen en las calles de la ciudad: Hermandades de gran solera y antigüedad como El Rico, La Sangre, y Viñeros; otras de corte ceremonial, como la Expiración, Dolores de San Juan, Dolores del Puente, Monte Calvario, Salutación y otras de barrio, con carácter alegre y con mucha devoción a sus titulares, como El Cautivo, La Esperanza, El Rocío, Misericordia, Zamarrilla y El Prendimiento.
Además de instituciones y diferentes cuerpos del ejército español como La Legión, Regulares, Infantes de Marina, la Brigada Paracaidista, Guardia Civil, etc. En esta ciudad no se llaman pasos como en otras ciudades, sino tronos. Estos tronos tienes palos de metal o madera sobresaliendo de la estructura donde se encuentra la imagen. Muchos malagueños se visten de nazareno para acompañar al trono. Otros realizan la estación de penitencia cargando sobre uno de sus hombros el trono, llegando algunas cofradías a que sus imágenes sean portadas por hasta 280 hombres de trono.
Cabe destacar igualmente la Semana Santa de otras ciudades y pueblos de la provincia de Málaga, como Vélez-Málaga, Estepona, Antequera, Ronda, Campillos, Arriate, Alhaurín de la Torre y Alhaurín el Grande, Benalmádena, así como las de municipios más pequeños cono Arenas, Álora, Pizarra y Frigiliana en la Axarquía.

## Provincia de Sevilla

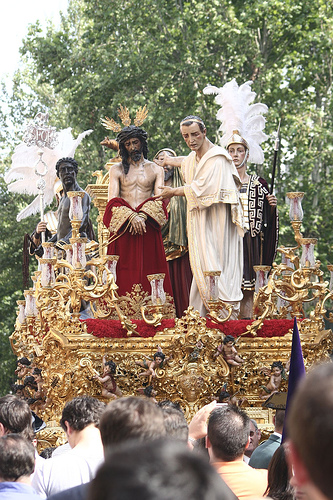
San Benito, Sevilla

La Semana Santa en Sevilla es una de las fiestas religiosas más importantes y reconocidas de España, sobre todo en la capital de la provincia donde recibe un gran número de turistas. Declarada de Interés Turístico Internacional y Patrimonio Nacional de la Realeza Española, estando constituida por un importante número de Hermandades y Cofradías Reales y Fervorosas. Además, Sevilla ostenta el título de "Mariana". La semana abarca desde el Domingo de Ramos hasta el siguiente domingo que es el Domingo de Resurrección, procesionando cada día imágenes representando la Pasión y muerte de Cristo sumando en su totalidad (la semana) más de 60 hermandades. La Semana Santa se vive durante todo el año en la ciudad y las Hermandades trabajan día a día en los tres pilares fundamentales que las definen: Formación, Culto y Caridad. Son múltiples las obras asistenciales que las Hermandades y Cofradías realizan en Sevilla y su Provincia. La Estación de penitencia o salida procesional es el principal culto externo de las corporaciones pero las Hermandades cuentan con numerosos cultos internos a sus Titulares a lo largo del año (Novenas, Quinarios, Triduos, Besamanos, Pregones, Conferencias, Vía Crucis...). Hay un total de 61 Hermandades de Penitencia en la capital hispalense:
Domingo de Ramos: El Amor, la Paz, la Sagrada Cena, la Amargura, la Estrella, San Roque, Despojado y la Hiniesta.
Lunes Santo: San Gonzalo, Santa Marta, Vera Cruz, San Vicente, el Museo, las Aguas, Santa Genoveva, Redención y Polígono de San Pablo.
Martes Santo: Los Estudiantes, Santa Cruz, San Benito, la Candelaria, San Esteban, el Dulce Nombre, los Javieres, el Cerro.
Miércoles Santo: San Bernardo, la Sed, Cristo de Burgos, la Lanzada, las Siete Palabras, el Buen Fin, los Panaderos, el Carmen Doloroso y el Baratillo.
Jueves Santo: Los Negritos, las Cigarreras, el Valle, la Exaltación, la Quinta Angustia, Monte-Sión, Pasión.
La Madrugá: El Gran Poder, el Silencio, el Calvario, la Macarena, la Esperanza de Triana y los Gitanos.
Viernes Santo: El Cachorro, la O, la Carretería, Soledad San Buenaventura, San Isidoro, la Sagrada Mortaja, Monserrat.
Sábado Santo: Santo Entierro, Soledad de San Lorenzo, los Servitas, la Trinidad, el Sol.
Domingo de Resurrección: Resurrección.
También en el resto de la provincia en lugares como Utrera, Écija, Estepa, Alcalá del Río, La Roda de Andalucía, Lebrija, Osuna, Marchena y Morón de la Frontera, la Semana Santa es conocida. Un ejemplo claro de las devociones en la provincia de Sevilla lo tenemos en una llamativa fiesta declarada de Interés Turístico Nacional de Andalucía llamada las Carreritas, en la localidad de Pilas.